# Guajará Esporte Clube
El Guajará Esporte Clube és un club de futbol brasiler de la ciutat de Guajará-Mirim a l'estat de Rondônia.

## Història
El club va ser fundat el 31 d'octubre de 1952. Es proclamà campió del Campionat rondoniense l'any 2000. Competí a la Copa do Brasil del 2001, on fou eliminat pel Rio Branco.

## Palmarès
- Campionat rondoniense:
  - 2000

## Estadi
El club disputa els seus partits com a local a l'Estadi João Saldanha. Té una capacitat màxima per a 5.000 espectadors.